# Plafon

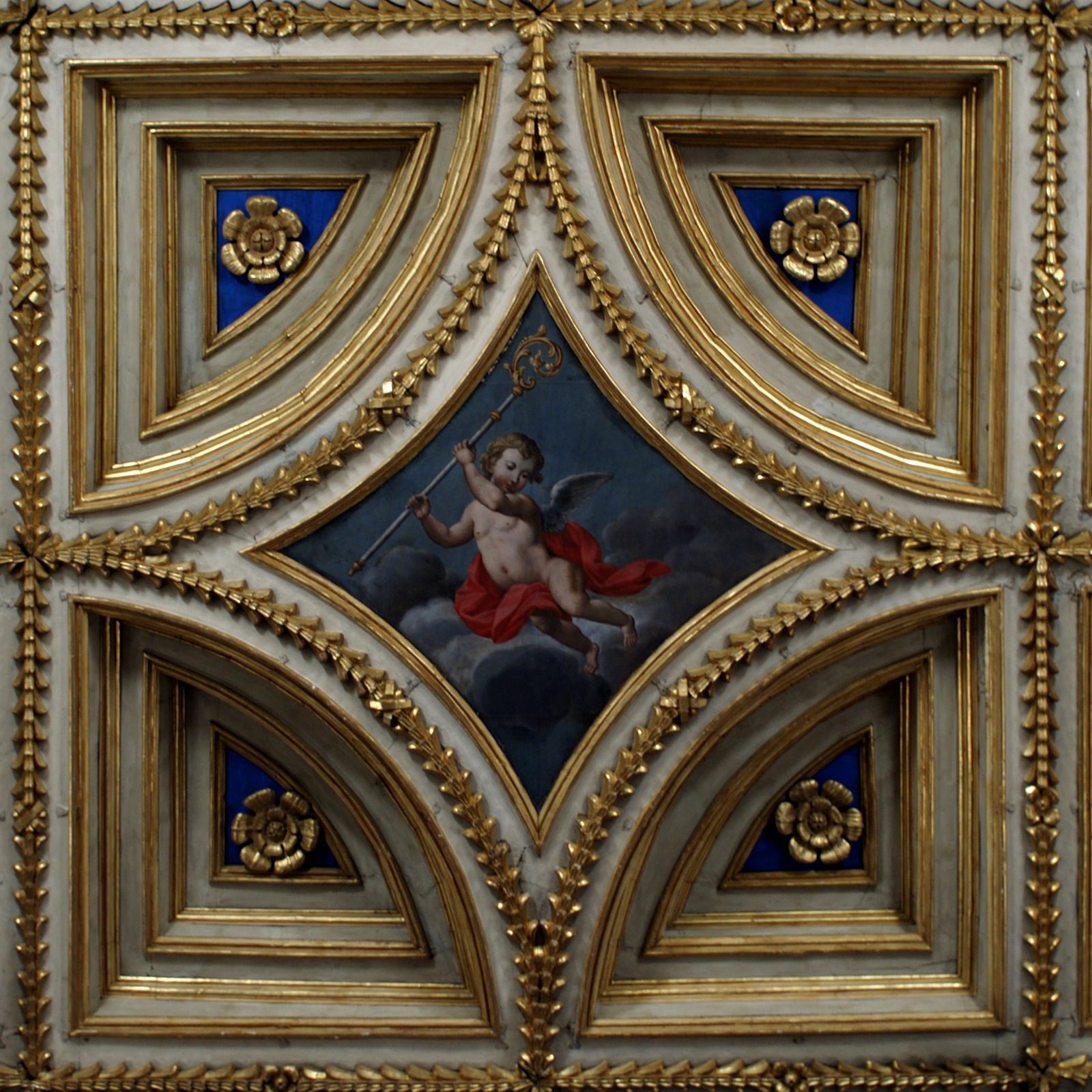
Plafon

Plafon (od fr. plat fond – płaskie tło) – sufit lub podniebienna część sklepienia ozdobiona sztukaterią, płaskorzeźbą, freskiem lub malowidłem olejnym na zamocowanym odpowiednio przy suficie płótnie. Bywa otoczony dekoracyjnym obramieniem, wykonanym z materiału o innej fakturze i pokrytym inną techniką niż właściwa kompozycja. 
Plafony występowały już w sztuce starożytności i wczesnego chrześcijaństwa, lecz w Europie powszechniej zaczęto je stosować od połowy epoki renesansu. Najszersze ich zastosowanie i najbardziej ozdobne formy występują w okresie późnego renesansu i baroku. Najbardziej dekoracyjną postacią jest plafon iluzjonistyczny, ozdobiony malowidłem o tematyce mitologicznej, alegorycznej (w budowlach świeckich) albo religijnej (w kościołach). Plafony zdobiły wnętrza do XIX wieku.
Ogólnie plafonem nazywane jest również samo malowidło lub ozdoba wykonana innymi technikami, umieszczona na suficie bądź sklepieniu, ujęta w obramowanie albo wykonana w polu wydzielonym konstrukcyjnie.